# Wasserkraftwerk Beauharnois
Das Wasserkraftwerk Beauharnois (französisch Centrale de Beauharnois) ist ein bedeutendes Laufwasserkraftwerk in der kanadischen Provinz Québec. Es befindet sich am Sankt-Lorenz-Strom in der Nähe der Stadt Beauharnois, rund 40 km südwestlich von Montreal in der Region Montérégie. Das Kraftwerk entstand in drei Phasen zwischen 1929 und 1961. Es besitzt 38 Turbinen, deren Generatoren eine Leistung von insgesamt 1911 MW erzeugen; die Fallhöhe beträgt 24,39 Meter. Betreiber des Kraftwerks ist das staatliche Energieversorgungsunternehmen Hydro-Québec. 1990 wurde das Kraftwerk zu einem National Historic Site erklärt.

## Geschichte
Die Stadt Beauharnois und das Wasserkraftwerk sind nach Charles de la Boische, Marquis de Beauharnois benannt, dem Gouverneur Neufrankreichs von 1726 bis 1747. Seit dem frühen 20. Jahrhundert nutzten drei Wasserkraftwerke den Höhenunterschied von 24 Metern der zwischen den Seen Lac Saint-François und Lac Saint-Louis gelegenen Stromschnellen. 1901 baute die Provincial Light, Heat and Power ein Kraftwerk, das 10 MW Leistung erbrachte und 1930 nach einem Brand abgerissen werden musste. Zwischen 1906 und 1911 entstand das Kraftwerk Saint-Timothée der Canadian Light and Power Company (15 MW), das 1949 stillgelegt wurde. Bis heute ist das Wasserkraftwerk Les Cèdres (135 MW) in Betrieb, das 1914 als Gemeinschaftswerk der Montreal Light, Heat and Power (MLH&P) und der Shawinigan Water and Power Company errichtet worden war.

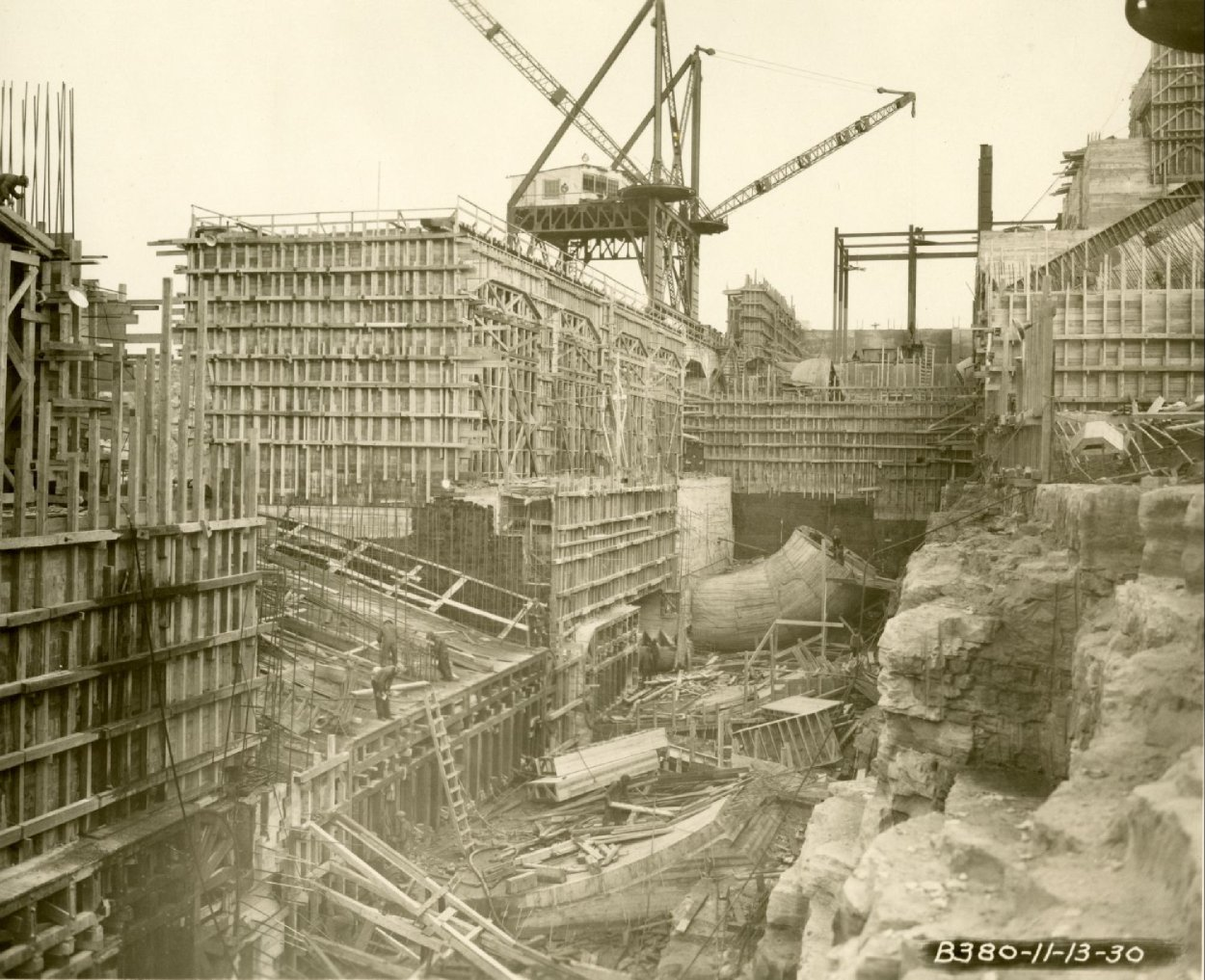
Bau der ersten Etappe des Kraftwerks Beauharnois (1930)

Am 12. Oktober 1929 begann die Beauharnois Light, Heat and Power Company von Robert Oliver Sweezey mit dem Bau eines für damalige Verhältnisse gigantischen Wasserkraftprojekts. Allein der Zulaufkanal war 24 Kilometer lang, bis zu einem Kilometer breit und durchschnittlich zehn Meter tief. Das Wasserkraftwerk Beauharnois sollte Strom nicht nur nach Montreal, sondern auch nach Ontario liefern. Die erste Bauetappe mit sechs Turbinen ging 1932 in Betrieb.
Doch dieses Ereignis stand völlig im Schatten eines Bestechungsskandals, der im Juni 1931 aufgedeckt worden war. Um die Baugenehmigung für den Zulaufkanal zu erhalten, hatte das Unternehmen 700.000 Dollar an zwei Senatoren von der Liberalen Partei Kanadas überwiesen. Dieses Geld gelangte vor der Unterhauswahl 1930 im Wahlkampf zum Einsatz. Die Senatoren Wilfrid Laurier McDougald und Andrew Haydon mussten als Folge des Skandals zurücktreten. Sweeney wiederum geriet 1933 an den Rand des Ruins und sah sich gezwungen, sein Unternehmen an die MLH&P verkaufen.
Dieser Skandal bewog zahlreiche Politiker in der Provinz Québec dazu, mit Nachdruck auf die Zerschlagung des als korrupt empfundenen Elektrizitäts-Trusts hinzuarbeiten und die Elektrizitätswirtschaft unter die Kontrolle des Staates zu bringen. Dies gelang schließlich 1944 mit der Übernahme der MLH&P durch Hydro-Québec. Der neue Besitzer verwirklichte zwischen bis 1953 die zweite Etappe des Kraftwerks. Einige Jahre später nahm Hydro-Québec den Bau des benachbarten Sankt-Lorenz-Seewegs zum Anlass, die dritte Etappe zu verwirklichen, die 1961 in Betrieb ging. Die Leistung betrug damals 1574 MW.
1994 begann Hydro-Québec ein umfangreiches Programm zur Sanierung und Modernisierung des Kraftwerks und der Dämme am Sankt-Lorenz-Strom. Außerdem wurde das Art-déco-Kraftwerkgebäude stilgerecht renoviert. Die Gesamtkosten werden auf rund 1,5 Milliarden Dollar geschätzt. 2008 erreichte die Kapazität schließlich einen Wert von 1903 MW. Noch heute ist Beauharnois das fünftgrößte Kraftwerk im Besitz von Hydro-Québec, ebenso gehört es weiterhin zu den größten Laufwasserkraftwerken der Welt.